# Архангельский военный округ
Архангельский военный округ (АрхВО, Архангельский ВО) — общевойсковое оперативно-территориальное объединение (военный округ) Вооружённых Сил СССР, существовавшее в 1940—1944 и 1946—1951 годах.

## Архангельский военный округ 1-го формирования
Округ сформирован согласно постановлению СНК СССР от 26 марта 1940 года на территории Архангельской, Вологодской областей и Коми АССР. Управление округа было создано на базе полевого управления 15-й армии и дислоцировалось в Архангельске.
В период Великой Отечественной войны в округе проводилась подготовка резервов для Действующей армии, были сформированы 28-я и 39-я армии. Кроме этого округ обеспечивал оборону побережья Белого моря, а также безопасность морских караванов на подходах к местам выгрузки и в портах.
Приказом Наркома обороны СССР от 15 декабря 1944 года округ был переименован в Беломорский военный округ (3-го формирования).

### Командный состав Архангельского ВО

#### Командующие войсками округа
- 26.03. — апрель 1940 — командарм 2-го ранга В. Н. Курдюмов
- 11 июня 1940 — 25 июня 1941 — генерал-лейтенант В. Я. Качалов
- 27 июня 1941 — 5 июля 1941 — генерал-майор А. И. Зеленцов
- 30 июня 1941 — март 1942 — генерал-лейтенант В. З. Романовский
- март 1942 — декабрь 1944 — генерал-лейтенант Т. И. Шевалдин

#### Члены Военного совета округа
- март — апрель 1940 — корпусной комиссар Н. Н. Вашугин
- май 1940 — январь 1941 — корпусной комиссар Н. Н. Клементьев
- февраль — август 1941 — бригадный комиссар В. Т. Колесников
- август 1941 — октябрь 1943 — бригадный комиссар, с 12.1942 генерал-майор В. В. Ефремов
- октябрь 1943 — октябрь 1944 — генерал-майор Л. М. Чумаков

#### Начальники штаба округа
- март — апрель 1940 — полковник П. А. Иванов
- апрель — июнь 1940 — полковник Н. П. Анисимов
- июнь 1940 — июнь 1941 — генерал-майор П. Г. Егоров
- июнь 1941 — май 1943 — комбриг, с 05.1942 генерал-майор Д. Я. Григорьев
- декабрь 1943 — июль 1944 — генерал-майор А. А. Забалуев
- июль 1944 — январь 1945 — генерал-майор Н. В. Пастушихин

## Архангельский военный округ 2-го формирования
Постановлением СНК СССР от 29 января 1946 года территория Архангельской, Вологодской областей и Коми АССР была выделена из состава Беломорского военного округа и на ней был вновь образован Архангельский военный округ. Управление округа было создано на базе полевого управления 2-й ударной армии (выведена из состава Группы советских оккупационных войск в Германии) и дислоцировалось в Архангельске.
Постановлением Совета Министров СССР от 20 июня 1951 года округ был вновь переименован в Беломорский военный округ (4-го формирования).

### Командный состав Архангельского ВО

#### Командующие войсками округа
- январь 1946 — март 1947 — генерал-полковник И. И. Федюнинский
- март 1947 — май 1949 — генерал-лейтенант В. И. Щербаков
- май 1949 — июнь 1951 — генерал-полковник В. А. Фролов

#### Члены Военного совета округа (в январе 1947 — июне 1950 заместители командующего по политической части)
- апрель — август 1946 — генерал-майор Н. И. Шабалин
- август 1946 — июль 1949 — генерал-лейтенант В. А. Сычёв
- август 1949 — апрель 1950 — генерал-майор С. П. Васягин
- июль 1950 — апрель 1951 — генерал-майор А. Г. Зубов
- апрель — июнь 1951 — генерал-лейтенант В. К. Шманенко

#### Начальники штаба округа
- апрель 1946 — март 1949 — генерал-лейтенант С. М. Рогачевский
- март 1949 — февраль 1950 — генерал-майор Г. Ф. Воронцов
- февраль 1950 — июнь 1951 — генерал-лейтенант А. К.	 Кондратьев

#### Командующий БТ и МВ округа
- 26.04.1949—15.2.1951 — генерал-майор т/в Федин В. Т.